# Alpi di Kamnik e della Savinja
Le Alpi di Kamnik e della Savinja (in tedesco Steiner Alpen oppure Sanntaler Alpen) sono un gruppo montuoso delle Alpi di Carinzia e di Slovenia. Si trovano in Slovenia ed in minima parte in Austria (Carinzia) e prendono il nome dalla città slovena di Kamnik e dal fiume Savinja, affluente della Sava. La vetta più alta è il Grintovec che raggiunge i 2.558 m s.l.m..

## Classificazione

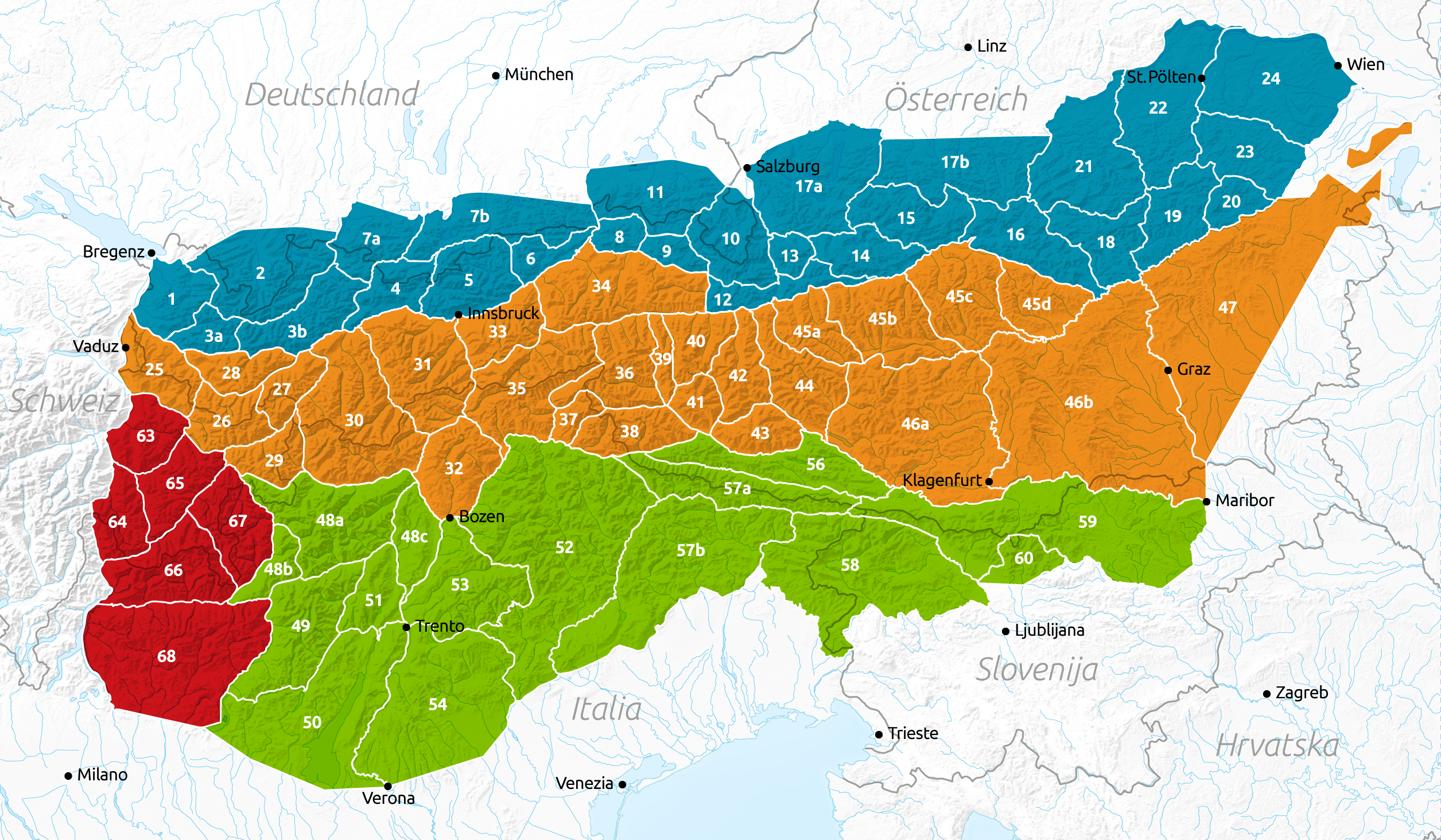
Le Alpi di Kamnik e della Savinja secondo l'AVE sono individuate dal numero 60.

La Partizione delle Alpi inseriva questo gruppo montuoso nell'ampia sezione n. 21 delle Caravanche.
L'AVE le definisce come il gruppo n. 60 delle Alpi Orientali.
La SOIUSA le vede come una sottosezione alpina e vi attribuisce la seguente classificazione:
- Grande parte = Alpi Orientali
- Grande settore = Alpi Sud-orientali
- Sezione = Alpi di Carinzia e di Slovenia
- Sottosezione = Alpi di Kamnik e della Savinja
- Codice = II/C-35.II

## Delimitazioni
Confinano:
- a nord con le Caravanche (nella stessa sezione alpina) e separate da cinque valichi alpini;
- ad est si stemperano nella valle della Savinja;
- a sud-est con le Prealpi Slovene orientali (nelle prealpi Slovene);
- a sud-ovest si stemperano nella piana della Sava.

## Suddivisione

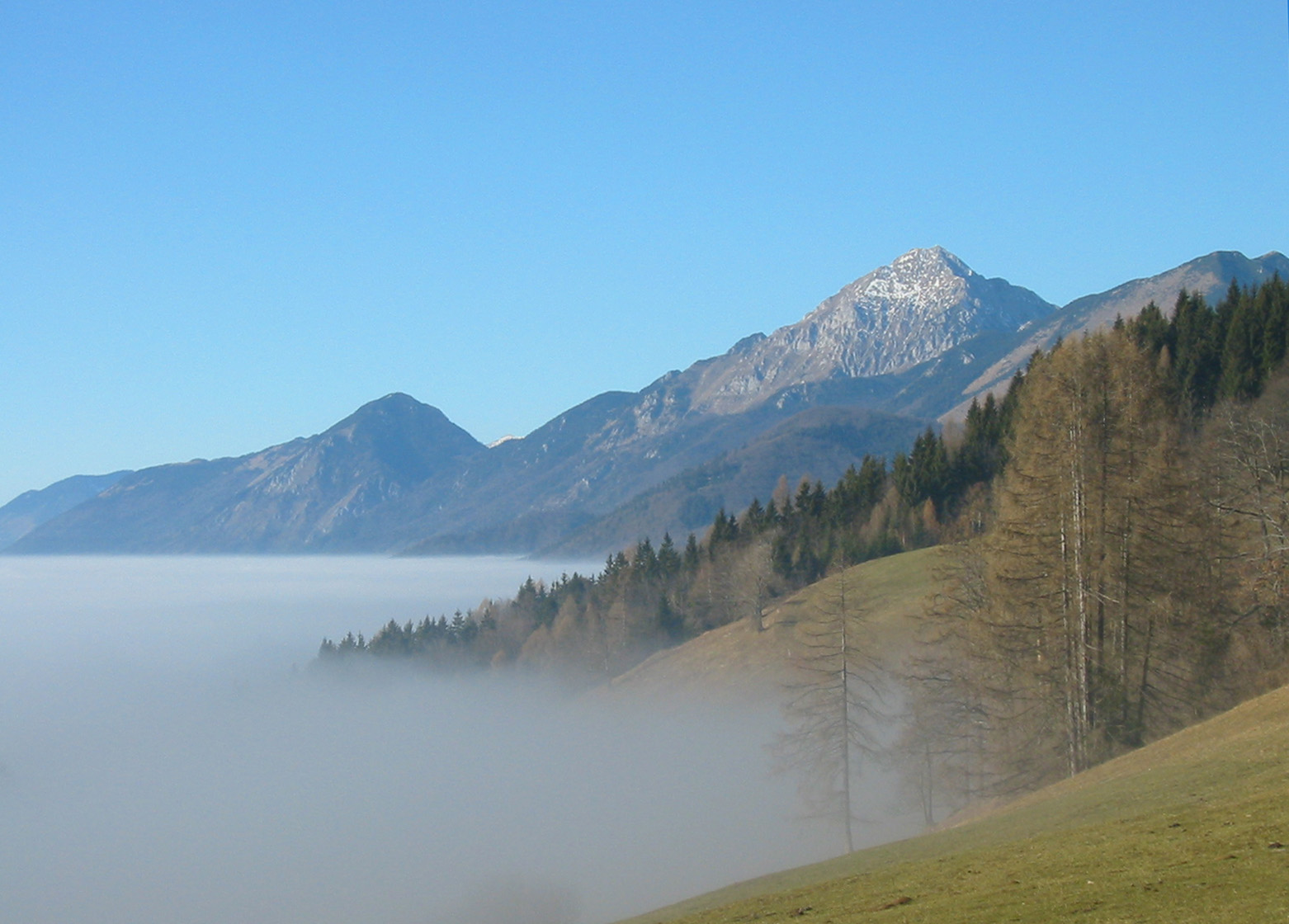
Visione della catena montuosa. Il monte più alto è lo Storžič.

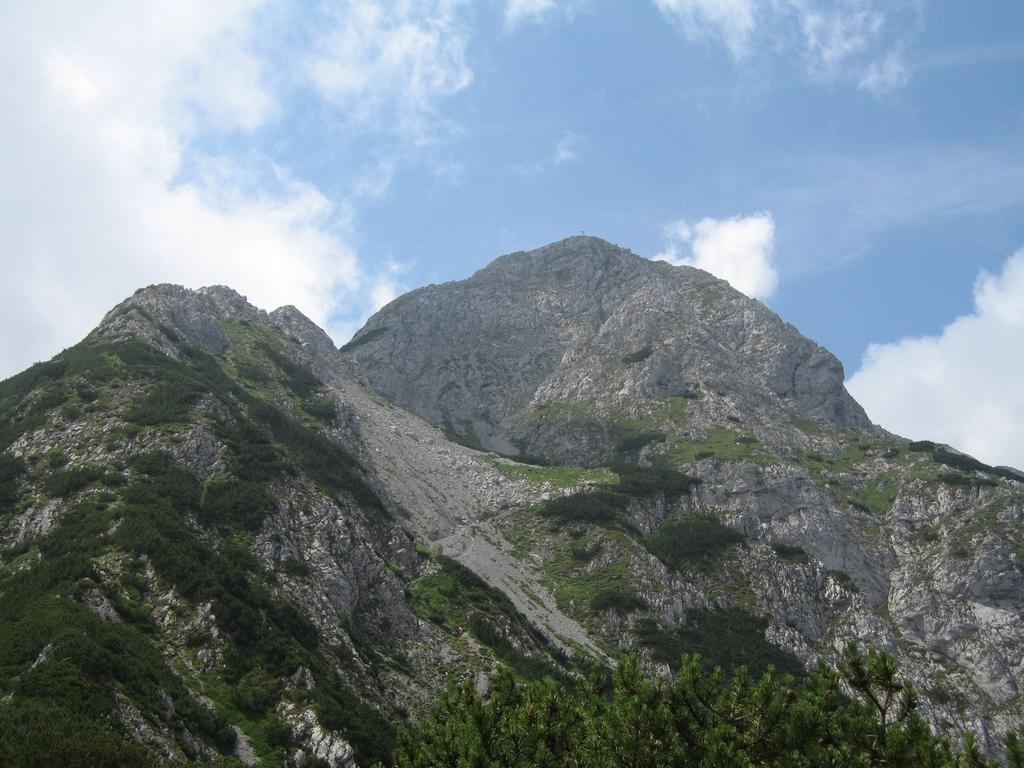
Storžič

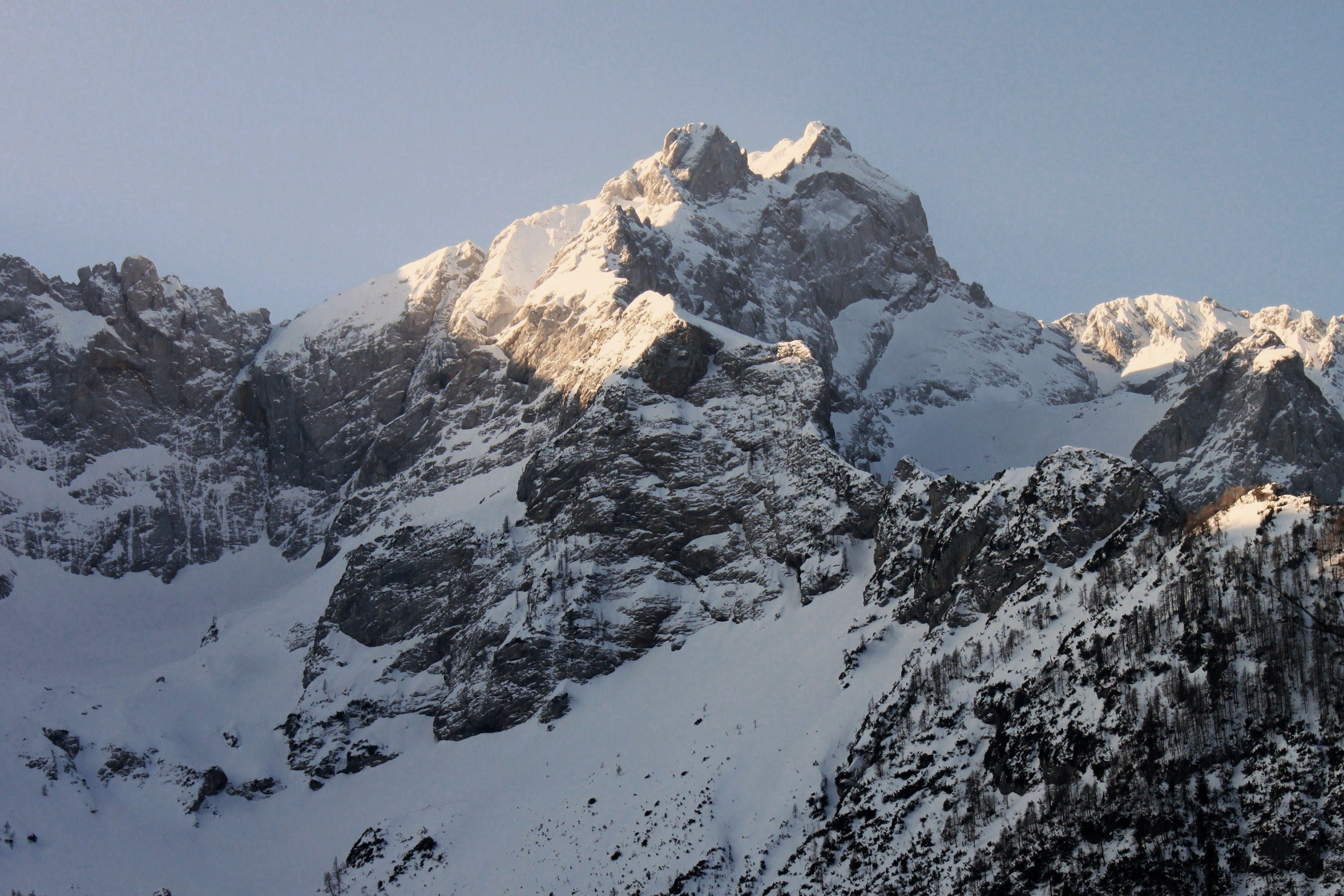
Jezerska Kočna

In accordo con le definizioni della SOIUSA si suddividono in tre supergruppi, dieci gruppi ed otto sottogruppi:
- Catena dello Storžic (A)[3]
  - Gruppo dello Storžic (A.1)
- Catena Mrzla gora-Grintovec-Ojstrica (B)[4]
  - Gruppo della Mrzla gora (B.2)
    - Sottogruppo del Babe (B.2.a)
    - Sottogruppo della Mrzla gora (B.2.b)

  - Gruppo del Grintovec (B.3)
  - Gruppo del Krvavec (B.4)
  - Gruppo Planjava-Ojstrica (B.5)
  - Gruppo della Krofiča (B.6)
  - Gruppo Velika planina-Dleskovška planota (B.7)
    - Sottogruppo della Dleskovška planota (B.7.a)
    - Sottogruppo della Velika planina (B.7.b)
- Catena Raduha-Golte-Rogatec-Menina planina (C)[5]
  - Gruppo Raduha-Smrekovec-Golte (C.8)
    - Sottogruppo Raduha-Smrekovec (C.8.a)
    - Sottogruppo del Golte (C.8.b)

  - Gruppo del Rogatec (C.9)
  - Gruppo Menina-Dobrovlje (C.10)
    - Sottogruppo della Menina (C.10.a)
    - Sottogruppo della Dobrovlje (C.10.b)

## Vette principali

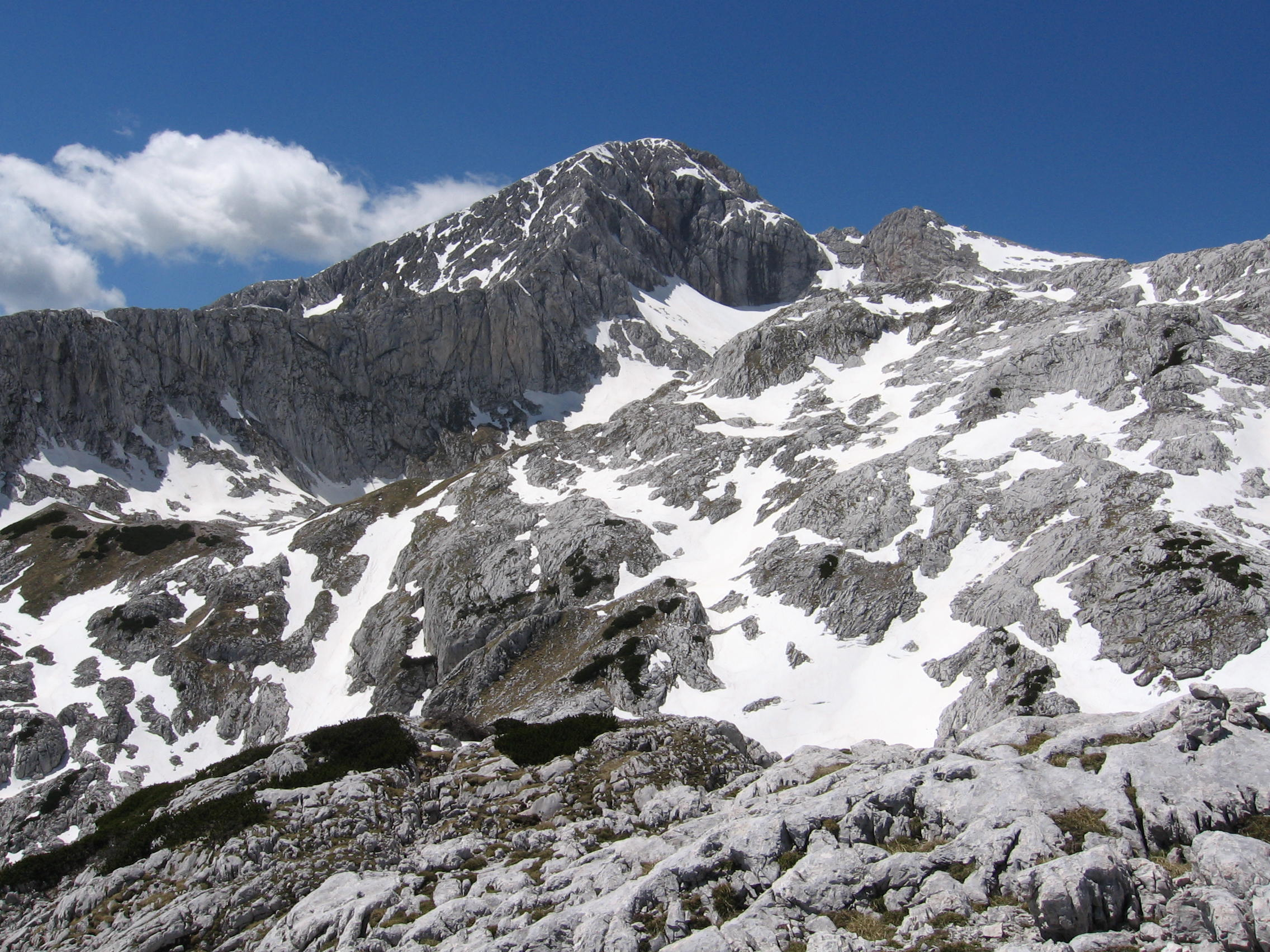
Il Grintovec.

- Grintovec - 2.558 m
- Jezerska Kočna - 2.540 m
- Skuta - 2.532 m
- Dolgi hrbet - 2.473 m
- Štruca - 2.457 m
- Kranjska Rinka - 2.453 m
- Koroška Rinka - 2.433 m
- Planjava - 2.394 m
- Štajerska Rinka - 2.374 m
- Ojstrica - 2.350 m
- Mala Rinka - 2.289m
- Brana - 2.253 m
- Turska gora - 2.251 m
- Mrzla gora - 2.233 m
- Kalški Greben - 2.224 m
- Storžič - 2.132 m
- Zeleniške - 2.127 m
- Velika Baba 2.127 m
- Ledinski - 2.108 m
- Kogel - 2.100 m
- Raduha - 2.062 m
- Kalška gora - 2.058m
- Lučki Dedec - 2.023m
- Goli vrh - 1.787 m
- Strelovec - 1.763 m
- Veliki vrh - 1.742 m
- Tolsti vrh - 1.715 m
- Stegovnik - 1.692 m
- Virnikov Grintovec - 1.654 m
- Kozji vrh - 1.628 m
- Rogatec - 1.557 m